# Скурихин, Сергей Васильевич
Сергей Васильевич Скурихин (род. 4 сентября 1955, Усьва, Пермский край) — российский политический деятель, депутат Государственной Думы ФС РФ второго созыва (1995—1999).

## Биография
Родился в поселке Усьва, Пермская область.
Отец — мастер связи, мать — учитель средней школы. Работал на шахте.
В 1979 году закончил Пермский политехнический институт.
Закончил Московскую государственную юридическую академию.
Будучи специалистом-экспертом аппарата фракции ЛДПР в Государственной Думе, проживал в поселке Усьве Гремячинского района Пермской области. В аппарате фракции ЛДПР занимался вопросами партийной безопасности.
К 1995 году работал генеральным директором проектного института АООТ «Карамзитстрой» в городе Самаре.
Православный.

### Депутат государственной думы
В 1995 году избран в Государственную думу 2 созыва от ЛДПР, номер 1 по Пермской области.
Вошёл в комитет ГД по безопасности, был членом подкомитета по государственной безопасности и внешней разведке, в 1996 году перешёл в комитет ГД по конверсии и наукоемким технологиям. Был заместителем председателя комитета.
23 октября 1999 года вышел из фракции ЛДПР.